# Ту-214СР
Ту-214СР (на руски: СР – „самолёт-ретранслятор“) е ретранслатор на базата на руския пътнически самолет Ту-214, предназначен за осигуряване на открита и закрита (секретна) радиовръзка (комуникация) на президента на Русия. Основното външно отличие на Ту-214СР от серийния Ту-214 е антенният обтекател на гърба на фюзелажа.
Самолетът е проектиран в Конструктурско бюро „Туполев“, в Русия. В Казанския авиозавод „С. П. Горбунов“ са произведени три самолета, два от които се намират на експлоатация в Специалния летателен отряд „Русия“, на пряко подчинение на президента на Русия. Първият екземпляр от серията, с бордови номер RA-64515 извършва първия си полет на 27 април 2008 г. На 10 декември 2008 г. излита вторият произведен самолет, с бордови номер RA-64516. На 1 юни 2009 г. двете машини са предадени официално на администрацията на президента на Русия с тържествена церемония. На 25 юни 2015 г. извършва първия си полет третият екземпляр от серията, със заводски номер „машина 027“.
За разлика от серийния вариант, Ту-214СР се управлява от четирима, а не от трима пилоти. Оборудван е с допълнителни резервоари за гориво, които увеличават максималниата дължина на полета от 7 на 10 хиляди км. На Ту-214СР са монтирани допълнителни електрогенератори, които захранват голямото количество свързочна апаратура на борда. Самолетът превозва до 62 души.